# Баррикадная улица (Москва)
Баррика́дная у́лица (до 1919 года — Ку́дринская у́лица) — улица в центре Москвы на Пресне между Кудринской площадью и улицей Красная Пресня. Здесь расположена станция метро «Баррикадная».

## Происхождение названия
Названа в 1919 году в память о боях в декабре 1905 года: здесь рабочие-дружинники фабрики Шмита соорудили баррикады, преградив путь царским войскам. Прежнее название — Кудринская улица — было дано по селу Кудрино, на территории которого в XVIII веке возникла улица. Это же село дало название и соседней Кудринской площади.

## Описание
Баррикадная улица начинается от Кудринской площади на Садовом кольце как продолжение Большой Никитской, проходит на запад вдоль сквера, затем отклоняется на северо-запад вдоль высотного здания на Кудринской площади, слева к ней примыкает Большой Конюшковский переулок, далее выходит на перекрёсток с Конюшковской улицей и Большой Грузинской, за которым переходит в улицу Красная Пресня. На правой стороне улицы расположена станция метро «Баррикадная», а в конце улицы на углу Красной Пресни и Большой Грузинской — главный вход в Московский зоопарк.

## Здания и сооружения
По нечётной стороне:
- Дом № 19, строение 1 — до реконструкции находилось Краснопресненское отд. № 1569/01 Сберегательного банка РФ,
- Дом № 21 — детский кинотеатр «Баррикады»;

По чётной стороне:
- Дом № 2/1 — «Вдовий дом». Здание сооружено в 1775 году для А. И. Глебова. В 1803 году в доме была устроена богадельня для вдов и сирот военных и чиновников, тогда же он получил название «Вдовий дом»; затем до 1812 года располагалось Александровское девичье училище. Во время московского пожара 1812 года здание сильно пострадало и было перестроено по проекту архитектора Д. И. Жилярди. В детские годы в доме жил русский писатель А. И. Куприн. В советское время в здании размещался институт усовершенствования врачей[2]. В настоящее время дом занимает Российская медицинская академия последипломного образования (РМАПО) и медицинский информационный центр.
- Дом № 8Г — управление собственной безопасности ГУВД Москвы.

## Общественный транспорт
- Станция метро  Краснопресненская /  Баррикадная.
- Автобусы:
  - 64, 869, м6, с43, т79 — в обе стороны.
  - 39 — только в направлении от Конюшковской улицы до Садового кольца.